# Brunnenturm

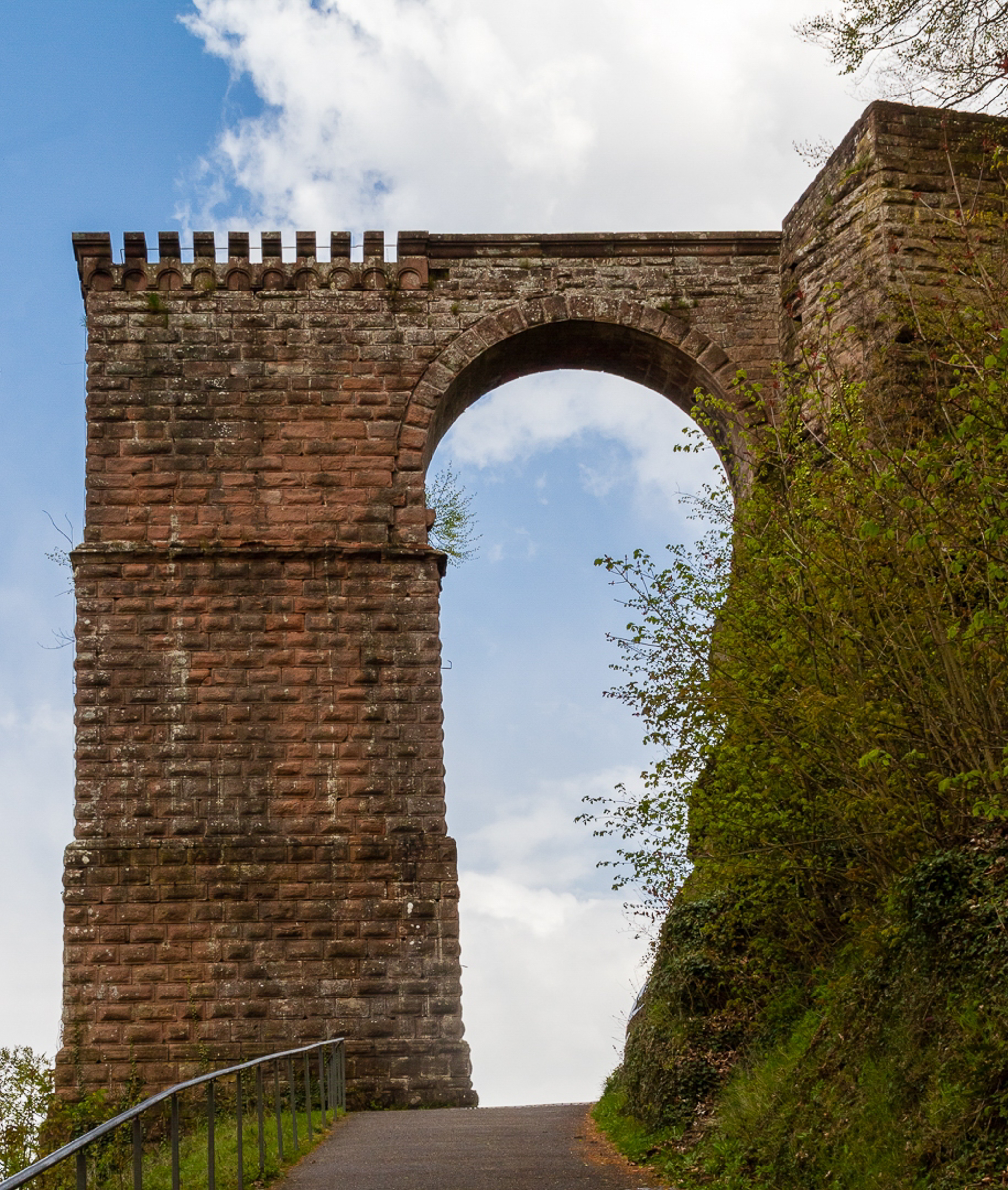
Der Brunnenturm der Reichsburg Trifels

Ein Brunnenturm ist ein in mittelalterlichen Burganlagen oder Städten errichteter Turm, der dem Schutz des Burgbrunnens oder des städtischen Brunnens diente. Ein Wasserturm spielt  hingegen im Regelfall als Speicher und Verteiler eine Rolle für die Wasserversorgung.
Erhalten oder nachweisbar sind Brunnentürme auf den Burgen Hohbarr, Fleckenstein, Hohenstein und der Hohkönigsburg im Elsass, auf der Lützelburg in Lothringen, auf Burg Karlstein in Böhmen, auf den Burgen Meistersel und Scharfenberg in der Pfalz, auf dem Alzeyer Schloss in Rheinhessen, auf Burg Gerolstein in der Eifel, auf den Burgen Hohengeroldseck und Hohennagold in Baden-Württemberg sowie auf Burg Falkenberg in der Oberpfalz; auf der elsässischen Burg Hohlandsberg birgt der sogenannte Brunnenturm (tour de puits) eine Zisterne. Manchmal wurden Brunnen- und Zisternentürme auch isoliert vor einer Verteidigungslinie angeordnet, so auf der Burg Falkenstein in Oberösterreich (hier als Wasserturm bezeichnet), oder sie waren durch einen hochliegenden Verbindungsgang zugänglich, so auf den Burgen Trifels, Wendelstein, Marienwerder und Niederhaus (Zugang nicht erhalten).
Der Brunnenturm in Zürich ist ein alter Wohnturm, der nach dem in der Nähe liegenden Brunnen benannt ist.